# Abihu

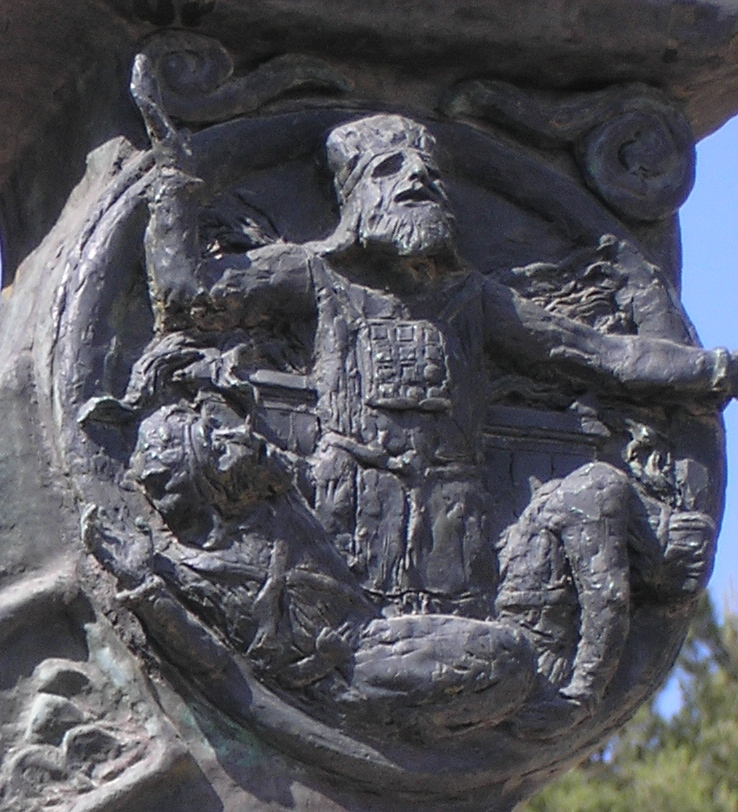
Aaron mit seinen toten Söhnen, Bildfeld an der großen Knesset-Menora, dort zugleich Symbol für die Halacha

Abihu ist der im Alten Testament erwähnte zweite Sohn Aarons.

## Etymologie
Der hebräische Personenname אֲבִיהוּא ’ǎvîhû’, deutsch ‚Abihu‘ ist ein identifizierender Nominalsatzname, das heißt, er setzt sich zusammen aus zwei determinierten Satzteilen, in diesem Fall aus dem Substantiv אֲב ’āv „Vater“, welches auch das theophore Element ist, und dem Personalpronomen הוּא hû’ „er“. Das Hebräische, wie es in den Personennamen vorliegt, konserviert eine ältere Sprachstufe als das Bibelhebräische. Dies äußert sich darin, dass es sich bei dem -î-, welches an das erste Substantiv angehängt ist, wohl nicht um eine Endung der 1. Person Singular („mein Vater“) handelt, sondern um einen funktionslosen Bindevokal und möglicherweise Überrest einer alten Kasusendung. Weiter gab es im Hebräisch der Personennamen noch keinen bestimmten Artikel -הַ ha-. Deshalb kann das Substantiv „Vater“ in diesem Namen auch ohne Artikel determiniert sein. Es lässt sich übersetzten als „Vater (ist) Er“. Die Bezeichnung Gottes als Vater soll seine Beziehung zu den Menschen ausdrücken.
Der Sinn dieses Namens könnte wie folgt als Bekenntnis zu verstehen sein: Vater ist der Gott, der sich bei der Geburt als helfend gezeigt hat. Vergleichen lassen sich die Personennamen Elihu (אֱלִיהוּא ’älîhû’ „Gott ist Er“) und Jehu (יֵהוּא jehû’ „JHWH ist Er“).
Die Septuaginta gibt den Namen Abihu als αβιουδ Abiud wieder, die Vulgata als Abiu, der Samaritanische Pentateuch als ’Ābiyyu.

## Biblische Erzählung
Abihu ist der zweite Sohn Aarons und Elischebas, der Tochter Amminadabs. Seine Brüder heißen nach Ex 6,23  Nadab, Eleasar und Itamar. Abihu begleitet mit seinem Bruder Nadab und 70 Ältesten Mose und Aaron zum Bundesschluss auf den Berg Sinai (Ex 24,1.9 ). JHWH bestimmt ihn zusammen mit seinem Vater und seinen Brüdern zum Priester (Ex 28,1 ). Jedoch bringen er und sein Bruder Nadab vor JHWH ein „unrechtmäßiges Feuer“ dar, das Gott nicht angeordnet hatte, weshalb sie vom Feuer JHWHs verzehrt werden. (Lev 10 ). Sie sterben kinderlos (Num 3,4 ), das Priestertum übernehmen ihre Brüder Eleasar und Itamar.